# F.L.Y.
F.L.Y. är en lettisk musikgrupp som tävlade i Eurovision Song Contest 2003 med låten Hello from Mars. Bandet upplöstes 2005.